# Jacek Pomiankiewicz
Jacek Adam Pomiankiewicz – generał Służby Więziennej, dyrektor generalny SW w latach 2006–2009, historyk, doktor nauk humanistycznych.

## Życiorys
Absolwent historii na Uniwersytecie Marii Curie-Skłodowskiej w Lublinie. W latach 1986–1989 był pracownikiem Okręgowej Komisji Badania Zbrodni Hitlerowskich w Lublinie. W 1990 został funkcjonariuszem Służby Więziennej, zatrudniony był w zakładzie karnym w Chełmie na stanowisku wychowawcy. Od 1994 był zastępcą dyrektora tej jednostki, również czasowo od marca 2004 do października 2005 służył w Biurze Prezydialnym Centralnego Zarządu Służby Więziennej, zajmując się pozyskiwaniem środków pomocowych z Unii Europejskiej. Następnie objął stanowisko dyrektora ZK Chełm. 16 marca 2006 został mianowany zastępcą dyrektora generalnego SW, a w czerwcu 2006 dyrektorem generalnym. 8 listopada 2007 otrzymał stopień generała SW. Odwołany ze stanowiska dyrektora generalnego 20 stycznia 2009 przez premiera Donalda Tuska, po samobójczej śmierci trzeciego z zabójców Krzysztofa Olewnika, Roberta Pazika.
W 2002 obronił pracę doktorską w Instytucie Historii UMCS w Lublinie na temat dziejów więziennictwa polskiego w czasach nowożytnych i najnowszych (promotor: prof. Zygmunt Mańkowski) pt. Więzienie w Chełmie w latach 1864–1956. Studium z dziejów funkcjonowania systemów penitencjarnych na ziemiach polskich w dobie nowożytnej i najnowszej. Został wykładowcą Wyższej Szkoły Bezpieczeństwa i Ochrony w Warszawie im. Marszałka Józefa Piłsudskiego i objął stanowisko rektora tej uczelni.
Uczestniczył w pracach związanych z tymczasowym aresztowaniem w komitecie ekspertów Rady Europy w Strasburgu oraz brał udział w sesji przeglądowej Organizacji Bezpieczeństwa i Współpracy w Europie.
Odznaczony Brązowym (2005) i Srebrnym (2011) Krzyżem Zasługi. W 2018 otrzymał honorowe obywatelstwo Niska.